# Abelmoschus
Abelmoschus é um género botânico com 15 espécies pertencente à família Malvaceae, nativa da África Tropical, Ásia e Norte da Austrália. Inicialmente foi incluído no gênero Hibiscus, mas agora é classificado como um gênero distinto.
A autoridade científica do género é Medik., tendo sido descrito em Ueber einige künstliche Geschlechter aus der Malven-Familie 45–46. 1787.
O gênero compreende plantas herbáceas anuais e perenes com até 2 metros de altura. As folhas possuem de 10 a 40 cm de comprimento e largura, são palmadas e lobadas com 3 a 7 lóbulos. As flores possuem de 4 a 8 cm de diâmetro, com 5 pétalas brancas ou amarelas, frequentemente com coloração vermelha ou roxa na base de cada pétala. O fruto é uma cápsula de 5 a 20 cm de comprimento contendo muitas sementes.
Espécies de Abelmoschus são usadas na alimentação de larvas de algumas espécies de Lepidoptera incluindo Chionodes hibiscella a qual foi vista alimentando-se de A. moschatus.

## Algumas espécies
| Nome binomial            | Nome comum      | Sinónimos                     |
| ------------------------ | --------------- | ----------------------------- |
| Abelmoschus angulosus    |                 |                               |
| Abelmoschus caillei      | Quiabo africano | Hibsicus manihot var. caillei |
| Abelmoschus crinitus     |                 | Hibiscus cancellatus          |
| Abelmoschus esculentus   | Quiabo          | Hibiscus esculentus           |
| Abelmoschus ficulneus    |                 | Hibiscus ficulneus            |
| Abelmoschus manihot      | Aibika          | Hibiscus manihot              |
| Abelmoschus moschatus    | Abelmosco       | Hibiscus abelmoschus          |
| Abelmoschus tetraphyllus |                 |                               |
| Abelmoschus tuberculatus |                 |                               |